# クリストフ・メラース

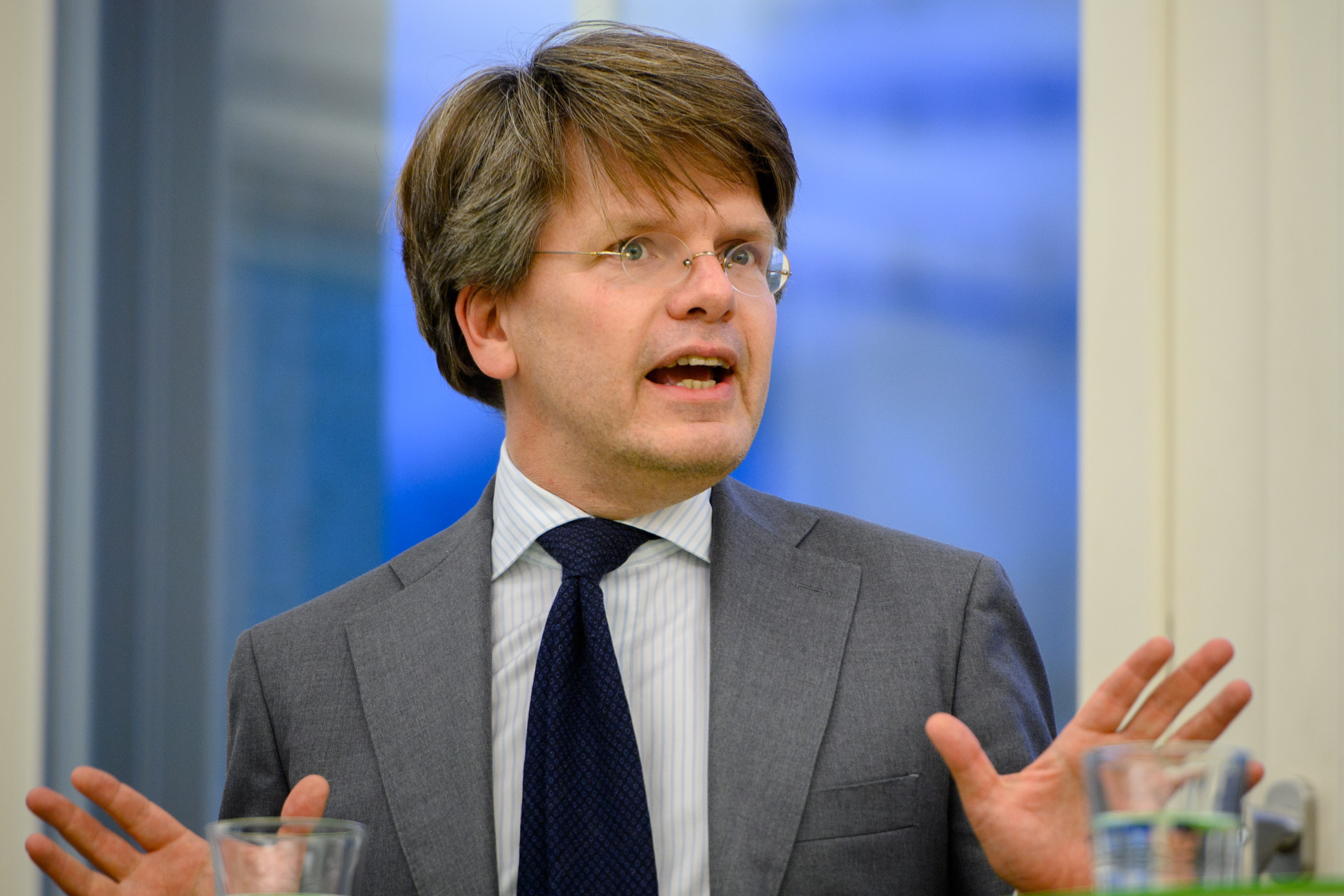
クリストフ・メラース

クリストフ・メラース（独: Christoph Möllers、1969年2月7日 - ）は、ドイツの法学者。ノルトライン＝ヴェストファーレン州ボーフム出身。

## 来歴
1989年にテュービンゲン大学で法学と哲学の勉強を始めた。そして、1991年から、ミュンヘン大学で法学と比較文学を学んだ。メラースは、1994年にミュンヘンで、1997年にベルリンで国家試験に合格した。1995年にシカゴ大学で、法学修士（LL.M.）の学位を取得した。 2016年ゴットフリート・ヴィルヘルム・ライプニッツ賞受賞。

## 邦訳著作

### 単著
- 井上典之（wikidata） 訳『ドイツ基本法――歴史と内容』信山社、2023年。ISBN 9784797234374。

### 共著
- マティアス・イェシュテット（ドイツ語版）, オリヴァー・レプシウス（英語版）, クリストフ・シェーンベルガー（ドイツ語版） 共著（鈴木秀美・高田篤（wikidata）・棟居快行・松本和彦 訳）『越境する司法――ドイツ連邦憲法裁判所の光と影』風行社、2014年。ISBN 9784862580702。